# Jardim Botânico da Universidade Federal de Juiz de Fora
O Jardim Botânico da Universidade Federal de Juiz de Fora (UFJF) é um remanescente significativo de Mata Atlântica situado na Mata do Krambeck, localizada em uma área urbana de Juiz de Fora, Minas Gerais. O espaço é dedicado à conservação ambiental, educação e promoção da sociobiodiversidade, oferecendo aos visitantes a oportunidade de aprender sobre a flora e fauna locais, bem como as dimensões culturais e ecológicas da região.

## Histórico e Finalidade
Concebido com o objetivo de preservar e apresentar a diversidade da Mata Atlântica, um dos biomas mais ricos e ameaçados do Brasil. Através de programas de educação ambiental, o espaço promove o intercâmbio de conhecimentos sobre sustentabilidade, conservação e a importância das espécies nativas da Mata Atlântica.

## Estrutura e Atrações
O Jardim Botânico possui uma área extensa, onde os visitantes podem explorar diversas trilhas e paisagens naturais. Algumas das principais atrações incluem:
- Trilha da Juçara: Um percurso imersivo na Mata do Krambeck, onde é possível observar a vegetação e a fauna local.
- Dois lagos com deck: Áreas de observação de fauna aquática e descanso em meio à natureza.

Bromeliário e Orquidário: Espaços dedicados à conservação e exposição de espécies de bromélias e orquídeas.
- Casa-sede: Abriga exposições permanentes e temporárias, incluindo uma linha do tempo sobre a história do Jardim Botânico e uma mostra de pinturas de aves locais.[6]
- Laboratório Casa Sustentável: Uma casa-modelo que ilustra práticas de arquitetura bioclimática e sustentabilidade, onde os visitantes podem aprender sobre iluminação natural, controle de temperatura e uso eficiente de recursos naturais.

## Contribuição para a Educação e Conservação
O Jardim Botânico da UFJF desempenha um papel importante na conscientização sobre a preservação ambiental e na promoção de práticas sustentáveis. Suas atividades educativas são voltadas para todos os públicos, reforçando a importância de conservar a biodiversidade da Mata Atlântica.
Este espaço representa não apenas uma área de lazer e contemplação, mas também uma plataforma de aprendizado sobre o valor ecológico e cultural da biodiversidade local.

## Aparição da Onça-Pintada no Jardim Botânico da UFJF
Em 2019, o Jardim Botânico da Universidade Federal de Juiz de Fora (UFJF) foi palco de um evento marcante: a aparição de uma onça-pintada, a primeira registrada na região em mais de 80 anos. O felino, uma espécie ameaçada de extinção, foi avistado pelas câmeras do Jardim apenas duas semanas após a inauguração oficial do espaço ao público.  
O primeiro avistamento foi feito por um vigia do Jardim, Wamildo Ribeiro, que rapidamente comunicou o fato à direção. A notícia gerou surpresa e até ceticismo, já que onças-pintadas não eram vistas em Juiz de Fora há décadas. O vice-diretor do Jardim, Breno Motta, relembra o momento com incredulidade inicial, achando que poderia se tratar de uma onça-parda, mais comum na região. No entanto, logo ficou confirmado que o visitante ilustre era mesmo uma onça-pintada macho, com cerca de quatro anos de idade. 
A chegada do animal gerou grande repercussão na cidade e nacionalmente, não apenas pela surpresa, mas também pelas medidas necessárias para garantir a segurança do público e do próprio felino. O Jardim Botânico foi temporariamente fechado, e uma operação de captura foi organizada em conjunto com entidades especializadas, como o Instituto Estadual de Florestas (IEF) e o Centro Nacional de Pesquisa e Conservação de Mamíferos Carnívoros (Cenap/ICMBio).
A onça, que permaneceu por 17 dias na área urbana, foi capturada com segurança e transferida para o Parque Estadual do Rio Doce, onde foi monitorada com um colar de rastreamento. A presença do felino no Jardim Botânico evidenciou a importância da preservação das áreas naturais da Mata Atlântica, e o evento se transformou em um instrumento de educação ambiental. Além disso, teorias locais surgiram sobre a origem da onça, com alguns moradores acreditando que ela teria sido criada em cativeiro, embora os pesquisadores tenham concluído que o animal era de vida livre.
A história da onça-pintada no Jardim Botânico tornou-se uma lenda local em Juiz de Fora, mencionada em conversas e até usada como ferramenta para contar “causos” aos mais jovens, reforçando o mistério e o fascínio pela biodiversidade que o Jardim Botânico busca proteger.